# Amyris humboldtii
Amyris humboldtii là một loài thực vật có hoa trong họ Cửu lý hương. Loài này được Krug & Urb. mô tả khoa học đầu tiên năm 1896.